# Alfons Parczewski

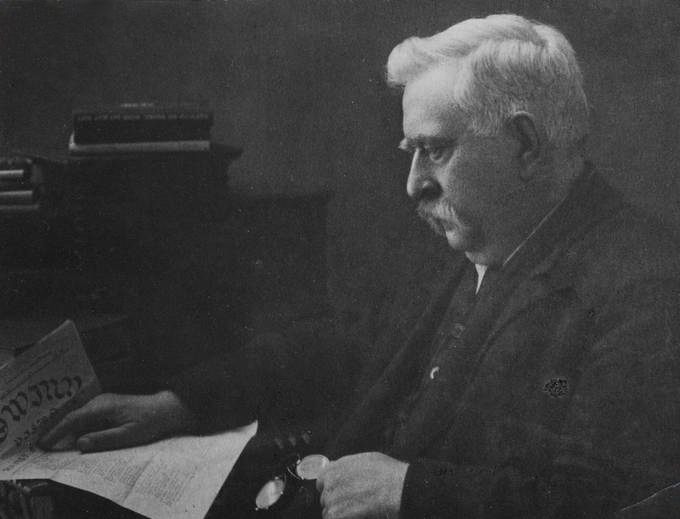
Alfons Parczewski na fotografii portretowej

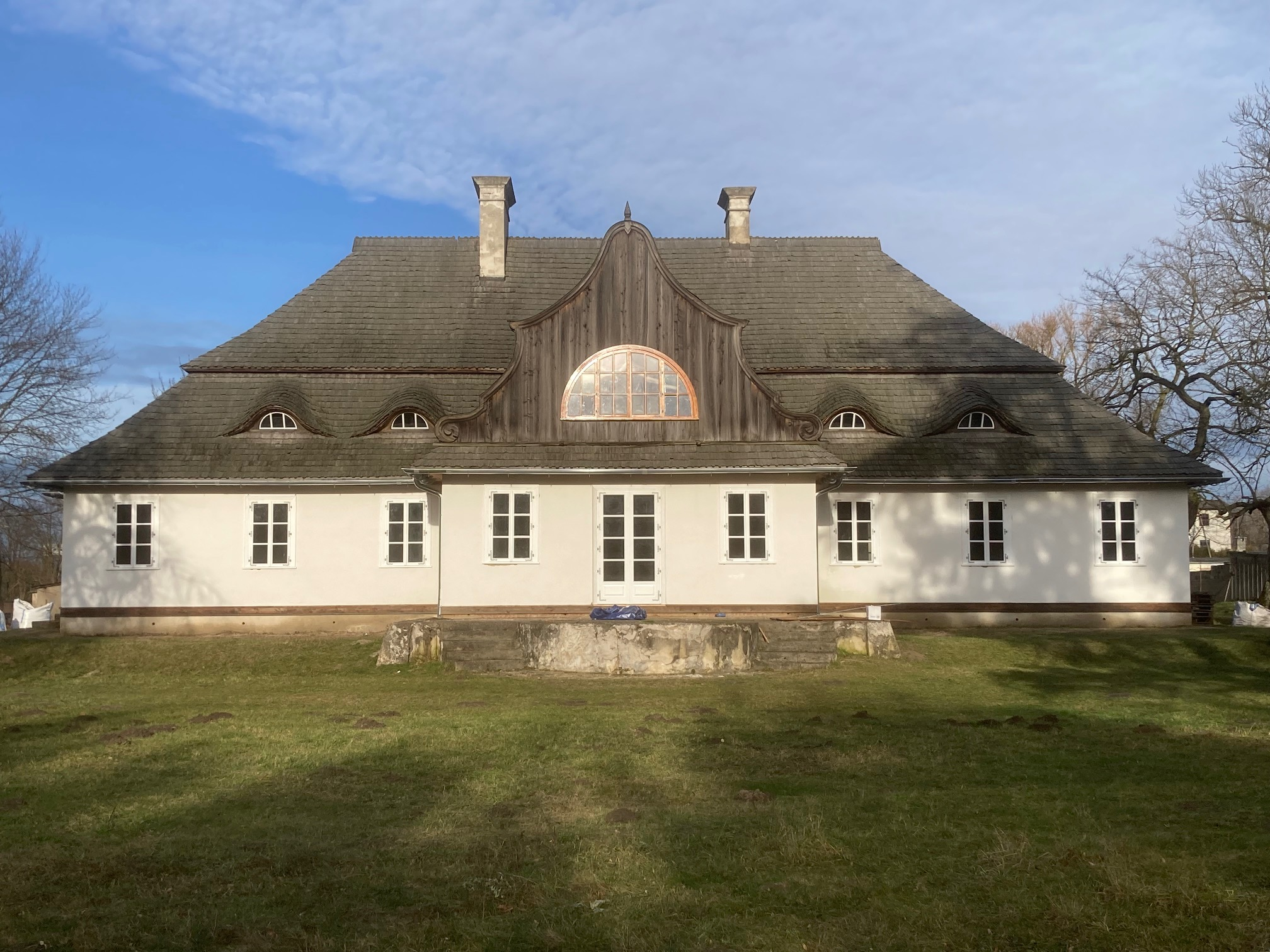
Dwór w Wodzieradach, dom rodzinny Alfonsa Parczewskiego (2023)

Alfons Józef Ignacy Parczewski h. Nałęcz, ps. „Niklot” (ur. 15 listopada 1849 w Wodzieradach, zm. 21 kwietnia 1933 w Wilnie) – polski prawnik, historyk, etnograf, regionalista, działacz społeczno-polityczny i narodowy, członek Stronnictwa Narodowo-Demokratycznego, współwłaściciel „Kaliszanina”, założyciel „Nowin Szląskich” (1884) i „Gazety Ludowej” (1896); w latach 1906–1912 poseł do I, II, III i IV Dumy Państwowej, członek Rady Stanu Królestwa Polskiego (1918), autor memoriału W sprawie zachodnich granic Polski (1919); profesor Uniwersytetu Warszawskiego (1915), profesor i rektor (1922–1924) Uniwersytetu Stefana Batorego w Wilnie, członek Polskiej Akademii Umiejętności, prezes Towarzystwa Przyjaciół Nauk w Wilnie (1927–1933); lingwista, bibliofil.

## Pochodzenie
Alfons Parczewski był synem ziemianina Hipolita Parczewskiego (1819–1912) i Aleksandry (1822–1895) z domu Bajer, bratem Melanii. Dziadek Józef Parczewski (ur. 1781) służył jako porucznik 7 pułku piechoty armii Księstwa Warszawskiego, później był m.in. sędzią pokoju powiatu kaliskiego, członkiem rady województwa kaliskiego, gdzie organizował wojsko w okresie powstania listopadowego; ojciec w czasie powstania styczniowego pomagał rannym powstańcom, za co był więziony latach 1863–1864, matka prowadziła szkołę elementarną w Wodzieradach.

## Życiorys
Alfons Parczewski początkowo pobierał naukę w domu pod kierunkiem Juliusza Teplickiego, byłego oficera Wojska Polskiego i uczestnika powstania listopadowego. Od 1864 kontynuował naukę w Gimnazjum Filologicznym w Kaliszu, które ukończył jesienią 1865. Następnie rozpoczął studia na Wydziale Prawa i Administracji w Szkole Głównej Warszawskiej, które ukończył w 1869, a po aplikacji sądowej w Warszawie został adwokatem w Kaliszu.
Na ten okres przypada największy rozkwit jego działalności politycznej i publicystycznej. Jako poddany rosyjski nie mógł zwalczać oficjalnie caratu, włączył się więc w obronę Polaków w zaborze pruskim i energię skierował na walkę z germanizacją. W 1881 został członkiem tajnego komitetu niesienia pomocy Mazurom, był współzałożycielem wydawanego w latach 1892–1902 w Ełku tygodnika „Gazeta Ludowa”.
Od 1875 włączył się w ochronę praw Łużyczan i jako pierwszy rozciągnął swoją działalność na Dolne Łużyce. Brał udział w corocznych posiedzeniach Macierzy Łużyckiej w Budziszynie. M.in. dzięki jego zabiegom Józef Ignacy Kraszewski ufundował stypendium dla studentów – Łużyczan. W 1880 powołał do życia „Towarstwo pomocy za studowacych Serbow”; w tym samym roku był też inicjatorem powołania dolnołużyckiego oddziału Macierzy (pod nazwą Maśica Serbska). Natomiast w 1884 założył we Wrocławiu polski tygodnik „Nowiny Szląskie”.
Interesował się także losem Kaszubów i Celtów; za udział w ruchu panceltyckim przyznano mu w 1901 tytuł „Barda Walii”, przyznawanego przez Gorsedd (stowarzyszenie bardów Walii, organizacja pielęgnująca język i kulturę walijską). Na zjeździe panceltyckim w Caernarfon w 1904 przedstawił projekt międzynarodowej organizacji dla ochrony języków mniejszościowych.
W marcu 1905 jako członek delegacji udał się do Sankt Petersburga w sprawie przywrócenia nauki języka polskiego w szkołach, 15 maja 1905 w Warszawie wziął udział w zebraniu założycielskim Macierzy Szkolnej Królestwa Polskiego. W efekcie został aresztowany i zmuszony do opuszczenia kraju. Wrócił, gdy został wybrany na posła do Dumy Państwowej z guberni kaliskiej. Funkcję tę piastował w latach 1906–1912. Walczył tam w obronie unitów i przeciwko usiłowaniom wyłączenia Chełmszczyzny z Polski.
Był członkiem Towarzystwa Oświaty Narodowej w guberni kaliskiej.
Interesował się historią rodzinnej ziemi, czego wyrazem było włączenie jego eksponatów na wystawę starożytności i dzieł sztuki w Sieradzu w 1883 i udział w wystawie archeologicznej w Kaliszu w 1900.
Kierował kasą pożyczkową dla ubogich rzemieślników. W 1886 został prezesem Towarzystwa Kredytowego miasta Kalisza, pełnił funkcję prezesa Stowarzyszenia Prawników, w latach 1891–1906 był prezesem Kaliskiego Towarzystwa Muzycznego, inicjatorem budowy gmachu tego towarzystwa z salą koncertową i zorganizowania stałej orkiestry amatorskiej; był prezesem oddziału Polskiego Towarzystwa Krajoznawczego w Kaliszu.
Po zburzeniu Kalisza (1914) przeniósł się do Warszawy, gdzie w 1915 włączył się w organizację Wydziału Prawa na reaktywowanym Uniwersytecie Warszawskim. Był członkiem Komisji Sejmowo-Konstytucyjnej Tymczasowej Rady Stanu. Przewodził w 1917 obok Adama Ronikiera i Macieja Radziwiłła skrajnie aktywistycznemu Centrum Narodowemu, które w okresie po rewolucji lutowej w Rosji domagało się przyłączenia ziem białoruskich i ukraińskich do Królestwa Polskiego na drodze okupacji niemieckiej. W 1918 został wybrany na członka Rady Stanu. W 1919 opracował memoriał na konferencję pokojową w sprawie zachodniej granic Polski, w którym podkreślał prawa Polski m.in. do Drezdenka i Santoka.
W 1919 przeniósł się do Wilna, gdzie został dziekanem Wydziału Prawa, a w latach 1922–1924 był rektorem Uniwersytetu Stefana Batorego. Był doktorem honoris causa tego Uniwersytetu i członkiem Polskiej Akademii Umiejętności. Działał jako członek Komisji Kodyfikacyjnej Rzeczypospolitej Polskiej. Był jednym z autorów haseł do Słownika geograficznego Królestwa Polskiego z terenów Dolnego i Górnego Śląska oraz Łużyc.
Zmarł w Wilnie 21 kwietnia 1933. Został pochowany na Cmentarzu Miejskim w Kaliszu.

## Rodzina
W 1878 Alfons Parczewski ożenił się z Aleksandrą z d. Bochdan (1856–1929), córką Hipolita Bochdana, właściciela ziemskiego z Galicji. Z małżeństwa pochodziła córka Regina Melania (1879–1959). Małżonkowie przez wiele lat żyli w separacji. Żona Aleksandra i córka Regina Melenia (zamężna Sędzimir) prowadziły pensjonat w Zakopanem, gdzie obie zostały pochowane na cmentarzu przy ul. Nowotarskiej.

## Dzieła
- Monografia Szadku, Warszawa 1870
- Hieronim Bużeński, podskarbi koronny, [w:] „Noworocznik Piotrkowski” (1873)
- Notatki archeologiczne Sieradzkiego, [w:] „Noworocznik Kaliski” (1875)
- Analekta Wielkopolskie (1879)
- Emigracja z wschodnich prowincji monarchii pruskiej, Lwów 1893
- Szczątki kaszubskie w prowincyi pomorskiej. Szkic historyczno-etnograficzny, Poznań 1896
- Rys historyczny Towarzystwa Kredytowego miasta Kalisza, Kalisz 1911
- W sprawie zachodnich granic Polski (1919)
- Prawo kościelne. Skrypta według wykładów Adolfa Parczewskiego w Uniwersytecie Warszawskim, Wilno 1924
- Uwagi nad kodyfikacją prawa cywilnego w Polsce, Wilno 1925

## Ordery i odznaczenia
- Krzyż Komandorski Orderu Odrodzenia Polski (7 listopada 1925)[12]

## Upamiętnienie
Od 1994 jego imię nosi Książnica Pedagogiczna im. Alfonsa Parczewskiego w Kaliszu.

## Literatura
- Konarski S., Polski Słownik Biograficzny, z. 104, 1980, s. 210–206.
- Wędzki A., Parczewski Alfons, [w:] Wielkopolski Słownik Biograficzny, 1983, s. 553–554.
- Andrysiak E., Alfons Parczewski: życie i twórczość: bibliografia, 1992.
- Andrysiak E., Księgozbiór Alfonsa Parczewskiego, „Acta Universitatis Lodziensis. Folia Librorum” nr 10/2001, s. 57–75.
- Gmerek K., Parczewski the Bard, „Polish-Anglosaxon Studies”, 2003, Vol. 10/11, s. 29–36.
- Andrysiak E., Książka i ludzie książki w życiu i pracy Alfonsa Parczewskiego, Kalisz 2005.
- Leon Grosfeld, Polskie reakcyjne formacje wojskowe w Rosji 1917–1919, Warszawa: Państwowe Wydawnictwo Naukowe, 1956.
- Jerzy Zbigniew Pająk, Zjazdy Okręgowej Komisji Porozumiewawczej Stronnictw Niepodległościowych w Kielcach w listopadzie 1917 roku, „Między Wisłą a Pilicą”, 1, 2000, s. 305–317.